# Luigi Genuardi
Luigi Genuardi di Molinazzo (Palermo, 3 febbraio 1882 – Palermo, 28 ottobre 1935) è stato un giurista e storico del diritto italiano.
Si dedicò in particolare allo studio del diritto siciliano.

## Biografia
Nacque a Palermo nel 1882 da famiglia nobile dei baroni di Molinazzo; si laureò in giurisprudenza nel 1904, allievo di Enrico Besta e Luigi Siciliano Villanueva. Il suo campo di ricerca principale è stato ricostruire il diritto della sua terra natia ripercorrendo le modifiche nelle varie epoche a partire dal Medioevo. La sua produzione è stata intensa, tra ricerche e nuovi documenti d'archivio.
Partecipò alle campagne militari del 1917 e 1918, ottenendo la Croce al merito di guerra.
Dal 1915 intraprese la carriera accademica, insegnando storia del diritto italiano e successivamente diritto romano anche fuori Palermo, trasferendosi a Camerino. Dopo aver vinto un concorso per la cattedra di diritto all'Università degli Studi di Siena, viene poi richiamato all'Università degli Studi di Messina.

## Opere
- Terre comuni ed usi civici in Sicilia prima dell'abolizione della feudalità, Palermo, Scuola Tip. Boccone del Povero, 1911.
- Parlamento Siciliano, in Atti delle Assemblee Costituzionali Italiane a cura della Real Accademia dei Lincei, vol. I, Bologna 1924.
- Relazione sui demani comunali di Prizzi, Palermo 1926.
- Storia municipale di Palermo, [dopo il 1929].